# ششن
ششن (به آلمانی: Schechen) یک شهر در آلمان است که در بایرن واقع شده‌است.

## خصوصیات
ششن ۳۱٫۵۴ کیلومترمربع مساحت دارد ۴۴۰ متر بالاتر از سطح دریا واقع شده‌است.